# Early Christmas Morning
«Early Christmas Morning» — en español: «Temprano en la mañana de Navidad» es una canción de la cantante estadounidense Cyndi Lauper, de su sexto álbum de estudio y primero álbum de Navidad Merry Christmas...Have a Nice Life. Escrito por Lauper y Jan Pulsford. Fue el único sencillo de álbum y solo fue lanzado en Japón.

## Versiones y Canción
Hay dos versiones de la canción. La nueva versión incluye el coro de niños en lugar de las voces japonesas que están en la primera versión.
La pista ahora aparece en varios álbumes de compilación de Navidad en el Reino Unido.

## Comercialización
No se grabó ningún vídeo para promover la canción, nomas fue cantado unas veces por Cyndi, puesto en álbumes de canciones navideñas y solo como sencillo. No hay mucha información de la canción ya que no fue importante para la carrera de Lauper.